# Asile-dépôt de l'hôpital Saint-Jean
L'asile-dépôt de l'hôpital Saint-Jean était un asile psychiatrique à Bruxelles.
Il a été construit de 1838 à 1843. En 1931, il fut fermé et remplacé par l'Institut de Psychiatrie de l'hôpital Brugmann.

## Chefs de service
- Joseph De Smet (1877-1895)
- Jean De Boeck (1895-1913)
- Auguste Ley (1913-1931)[2]